# П'єтро Браян Набхан
П'єтро Браян Набхан (нар. приблизно 2008) — бразильський учень середньої школи, який у грудні 2024 року у віці 16 років привернув увагу, отримавши листи від британської королівської родини у відповідь на його прояви співчуття. Його ім'я було надруковане в найбільших новинних газетах Бразилії.

## Молодість і освіта
П'єтро народився в серпні 2008 року і є студентом Escola Estadual Rui Barbosa в Кампо-Гранде, де він є президентом студентської ради (Grêmio Estudantil). Він сильно цікавиться суспільними науками, історією, соціологією та політикою. Серед його кар'єрних прагнень — вивчення права чи політології та прагнення до військово-морського флоту Бразилії.

## Листування з британською королівською родиною
У грудні 2024 року П'єтро написав листи британській королівській родині, висловлюючи солідарність із Катериною, принцесою Уельською та Карлом III, визнаючи проблеми зі здоров'ям, з якими вони зіткнулися на той час. 6 лютого 2025 року він отримав рукописну відповідь від начальника Королівської кореспонденції від імені принца і принцеси Уельських, Вільяма та Кетрін, у якій висловлювалася вдячність за його глибокі слова. Згодом, 19 лютого 2025 року, П'єтро отримав особистого листа від короля Карла III, у якому він подякував йому за послання та висловив теплі побажання.
Окрім своєї ролі в студентській раді, П'єтро також є віце-президентом Instituto Gerando Líderes, організації, яка займається розвитком лідерства.

## Особисте життя
П'єтро проживає в Кампу-Гранді, Мату-Гросу-ду-Сул, Бразилія.